# Martin Hyský
Martin Hyský (* 25. září 1975 Praha) je český profesionální fotbalový trenér, jenž trénuje český klub MFK Karviná, a bývalý profesionální fotbalista, který hrával na pozici středního obránce. Svoji hráčskou kariéru ukončil v roce 2011, a to v dresu SK Kladno. Je také bývalým českým mládežnickým reprezentantem.
V současnosti působí také jako expert a spolukomentátor fotbalových přenosů u České televize a je také členem týmu Real TOP Praha, v jehož dresu se zúčastňuje charitativních zápasů a akcí.

## Klubová kariéra
Od čtrnácti hrál za Slavii Praha, dále zkoušel štěstí ve Slovanu Liberec, ve švédském AIK Stockholm (hostování), ve Zbrojovce Brno, Bohemians 1905 a od roku 2000 hrál opět ve Slavii. V roce 2002 přestoupil do ruského Dynama Moskva. V létě 2004 přestoupil do Německa do FC Energie Cottbus, dále hrál za Rot-Weiss Essen a Kickers Offenbach. V červenci 2010 podepsal smlouvu s Kladnem, ale po půl roce odešel do nižší soutěže a skončil s vrcholovým fotbalem.
V české nejvyšší soutěži odehrál 128 zápasů a dal 4 góly. V posledních sezónách nesplňoval očekávání z juniorských let; silný ve hře hlavou, slušně technicky vybavený; chyběla mu rychlost a někdy i taktické myšlení. Se Slávií byl mistrem v sezóně 1995/96 a v sezóně 2000/01 obsadil druhé místo.

## Reprezentační kariéra
Za českou reprezentaci do 21 let odehrál 25 utkání a za reprezentaci do 18 let tři utkání.

## Trenérská kariéra
Od léta 2020 do června 2021 byl trenérem mládežnického týmu U21 Slavia Praha. Předtím působil jako trenér B týmu.
Od července 2021 byl hlavním trenérem FC Sellier & Bellot Vlašim. Na lavičce druholigového týmu strávil tři úspěšné sezóny a několikrát byl během svého angažmá spojován s trénováním prvoligových mužstev. Klub opustil v létě 2024 po odtrénování 100 soutěžních utkání s bilancí 41 výher, 24 remíz a 35 proher.
V červnu 2024 se stal novým hlavním trenérem MFK Karviná.